# Batalha de Bitlisse
A Batalha de Bitlisse refere-se a uma série de combates no verão de 1916 pela cidade de Bitlisse e, em menor extensão, perto de Muxe, entre as forças imperiais russas e suas contrapartes otomanas. A cidade foi o último reduto do Império Otomano impedindo os russos de entrarem na Anatólia e na Mesopotâmia.

## História
O primeiro confronto militar em Bitlisse ocorreu em julho de 1915, quando as tropas russas lançaram um ataque malsucedido às fortificações da cidade. O segundo confronto começou em fevereiro de 1916 e terminou com a captura de Bitlisse por um novo corpo russo, que consistia em grande parte do 1.º Batalhão das unidades voluntárias armênias sob o comando de Andranik Ozanian. A retirada dos Aliados de Galípoli deu oportunidade às forças turcas se redistribuírem à região do Cáucaso. O comandante russo Nikolai Yudenich pretendia atacar os turcos antes que pudessem organizar suas forças para lançar um ataque. Após uma série de confrontos em Coprucoi, Erzurum, Muxe, o IV Corpo Caucasiano Russo capturou Bitlisse em 2-3 de março e mais mil prisioneiros foram feitos na cidade.
As tropas otomanas de Amade Izete Paxá eram compostas por veteranos da campanha de Galípoli. Eles deveriam flanquear os russos em Bitlisse antes do final de março, mas as comunicações eram terríveis, e as tropas tiveram que marchar de Ancara por um mês. A ofensiva (tardia) do Segundo Exército Turco começou em 2 de agosto de 1916 e retomou Bitlisse (e Muxe) com sucesso, mas perdeu outros territórios na região do Eufrates para os russos. Em 24 de agosto, as forças russas recapturaram Muxe e Bitlisse. Os otomanos sofreram 34 mil baixas, cerca de metade das quais eram prisioneiros de guerra.